# Patten Passage
Die Patten Passage ist ein Gewässer im Nordosten der Südinsel von Neuseeland.

## Geographie
Die Patten Passage ist Teil der Marlborough Sounds und befindet sich zwischen Arapaoa Island, im Süden und Südosten, und Blumine Island im Nordwesten. Die Passage besitzt an ihrer engsten Stelle zwischen den Inseln eine Breite von rund 355 m und weitet sich nach Westsüdwesten bis auf eine Breite von rund 1,48 km. Die Passage endet kurz hinter ihrer Engstelle nach Nordosten und bemisst sich damit auf eine Länge von rund 1,6 km.